# 772

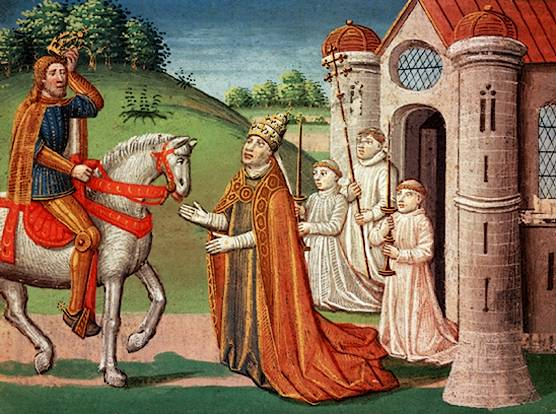
Adrianus I vraagt Karel de Grote om hulp

Het jaar 772 is het 72e jaar in de 8e eeuw volgens de christelijke jaartelling.

## Gebeurtenissen

### Europa
- Saksenoorlog: Koning Karel de Grote leidt een Frankische expeditie tegen de Saksen. De strijd wordt aanvankelijk alleen ter pacificatie van de grensregio gevoerd, maar na de verwoesting van de Irminsul (een Saksisch heiligdom) verandert de veldtocht in een kerstening en integratie van het Saksische volk in het Frankische Rijk.
- Karel de Grote onderwerpt de Friezen in Oosterlauwers Friesland en annexeert het gebied ten oosten van de rivier de Lauwers. De bevolking wordt geleidelijk onder dwang bekeerd tot het christendom. Op het beoefenen van heidense rituelen staat de doodstraf.
- Koning Desiderius van de Longobarden bezet het exarchaat Ravenna. Paus Adrianus I wendt zich tot Karel de Grote om hulp. Desiderius verovert Toscane en rukt op tegen Rome.

### Azië
- Koning Aggabodhi VII (772-777) bestijgt de troon van het koninkrijk Ceylon. Hij wijkt uit naar de stad Polonnaruwa; de oude hoofdstad Anuradhapura wordt voorlopig opgegeven.

## Religie
- 24 januari - Paus Stephanus III overlijdt na een pontificaat van 3½ jaar. Hij wordt opgevolgd door Adrianus I als de 95e paus van de Katholieke Kerk.
- Hertog Tassilo III van Beieren vraagt zijn bisschoppen om verbonden aan hun kerken scholen te stichten.

## Geboren
- Karel de Jongere, zoon van Karel de Grote (overleden 811)
- Wiho I, Fries bisschop en heilige

## Overleden
- Amelberga van Temse, Frankisch edelvrouw en heilige
- 24 januari - Stephanus III, paus van de Katholieke Kerk